# Іванаєво
Івана́єво (рос. Иванаево, башк. Иванай) — село у складі Дюртюлинського району Башкортостану, Росія. Адміністративний центр Такарліковської сільської ради.
Населення — 1584 особи (2010; 1356 у 2002).
Національний склад:
- татари — 68 %
- башкири — 29 %